# Henrietta Barnett
Dame Henrietta Barnett, née Henrietta Rowland le 4 mai 1851 à Clapham et morte le 10 juin 1936 à Hampstead Garden Suburb, est une philanthrope anglaise.

## Biographie
Henrietta Rowland naît en mai 1851 dans une famille de la haute bourgeoisie. Elle participe à des œuvres de bienfaisance avec Octavia Hill. Elle épouse en 1873 Samuel Barnett, pasteur à Saint Jude, Whitechapel, une des pires paroisses de Londres selon l'évêque anglican de la ville. Samuel Barnett tente d'aider la population de sa paroisse et crée un club de bienfaisance, le Toynbee Hall qui recrute ses membres dans la bourgeoisie. Henrietta aide sans cesse son mari et fonde elle aussi sa propre société de bienfaisance la State Children's Association qui aide les enfants travaillant dans les usines puis elle fonde la Garden Suburb à Hampstead. Avec son époux, elle crée un fonds en 1878 pour aider les enfants durant les vacances et, en 1898, ils fondent la galerie d'art de Whitechapel. Elle meurt en 1936.

## Écrits
- The Making of the Home (1885)
- How to Mind the Baby (1887)
- Practicable Socialism (1889)
- (en coll. avec Ernest Abraham Hart) The Making of the Body (1894)
- Destitute, Neglected, and Delinquent Children (Pan-Anglican papers, 1908)
- Toward Social Reform (1909)
- (en coll. avec Samuel Barnett) Illustrated British Ballads Old and New (1915)